# Kužiai
Kužiai is een plaats in het Litouwse district Šiauliai. De plaats telt 1420 inwoners (2001).